# O Lobo em Pele de Cordeiro

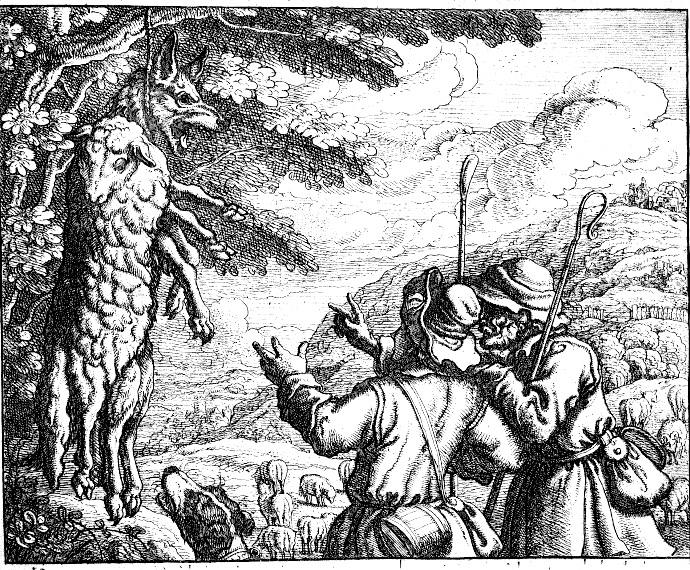
Xilogravura por Francis Barlow, 1687: "O Lobo em pele de cordeiro"

O Lobo em pele de Cordeiro é uma fábula erroneamente atribuída a Esopo e que foi reescrita por vários autores.  A  expressão “lobo em pele de cordeiro”  tem origem numa frase de uma parábola de Jesus, proferida no Novo Testamento: «Cuidado com os falsos profetas, que vêm até vós vestidos como ovelhas, mas, interiormente, são lobos devoradores» (Mateus 7:15). Esta passagem refere que a verdadeira natureza é revelada pelas ações: «Pelos seus frutos os conhecereis» (Mateus 7:16). Nos séculos seguintes, a frase foi usada muitas vezes nos escritos latinos dos Padres da Igreja  e, mais tarde, na literatura vernácula europeia. Surgiu também um provérbio latino que diz: “Pelle sub agnina latitat mens saepe lupina” (Sob uma pela de ovelhas, muitas vezes se esconde uma mente de lobo). Embora nos tempos modernos, a história de um lobo disfarçado de ovelha venha sendo contada como uma das Fábulas de Esopo, não há registro de uma fábula exatamente com este tema, antes da Idade Média, porém, já havia fábulas gregas anteriores a Esopo nas quais a parábola evangélica poderia ter sido baseada.
A primeira fábula sobre um lobo que se disfarça com pele de uma ovelha foi escrita, no século XII, pelo retórico grego  Nicéforo Basilakis, na sua obra “Progymnasmata” (exercícios retóricos). No prefácio, é apresentado o tema "Pode se ter problemas por usar um disfarce", que é seguida pela história ilustrativa. 'Um lobo, uma vez decidiu mudar sua natureza, alterando sua aparência para assim ter comida farta. Ele vestiu uma pele de carneiro e acompanhou o rebanho para o pasto. O pastor foi enganado pelo disfarce. Quando a noite caiu, o pastor fechou o lobo no aprisco, com o resto das ovelhas. Como havia muros altos e uma única entada à frente, o rebanho estava bem guardado, mas, querendo o pastor  uma ovelha para a sua ceia, tomou a faca e matou o lobo.  A conclusão é diferente da história do Evangelho. Essa versão é um alerta para tomar-se cuidado com a hipocrisia dos malfeitores. Nicéforo adverte que a maldade carrega sua pena.

A próxima versão só surgiria, três séculos mais tarde, no século XV, no “Hecatomythium” do mestre italiano Lourenço Abstêmio (Laurentius Abstemius). Nesta versão, "um lobo, vestido em pele de carneiro, misturou-se com o rebanho de ovelhas e a cada dia, matava uma das ovelhas. Quando o pastor notou que isso estava acontecendo, ele enforcou o lobo em uma árvore muito alta. Os outros pastores perguntaram por que ele tinha enforcado uma ovelha, a que o pastor respondeu: A pele é de uma ovelha, mas as ções eram as de um lobo". O comentario de Abstêmio sobre a história segue a interpretação bíblica: "as pessoas não devem ser julgadas por seu comportamento exterior, mas pelas suas obras, pois muitos têm pele de cordeiro e agem como lobos".
Alguns elementos desta história podem ser encontrados numa fábula de Esopo que relata a história do pastor que acolheu um filhote de lobo entre seus cães. Quando o lobo cresceu, secretamente voltou à sua natureza. Quando um lobo roubava uma ovelha e os cães não poderiam pegá-lo, o lobo guardião continuava a perseguição e compartilhava a refeição com o saqueador. Em outras ocasiões, ele matava uma ovelha e dividia a carne com os outros cães. Eventualmente, o pastor descobriu o que estava acontecendo e enforcou o lobo. Este tema parece estar relacionado a um poema anônimo da Antologia grega em que uma cabra lamenta ser obrigada a amamentar um filhote de lobo:
Não por minha vontade; mas, do pastor a insanidade.
A fera que dei alimentação, vai me fazer sua presa,
Pois, nem por gratidão, pode mudar a natureza.

A fábula grega está posta sob o número 267 no Índice de Perry. O Lobo em pele de cordeiro, como a Fábula da Nogueira, não teria sido a primeira vez que Abstêmio adaptou uma das fábulas de Esopo para uma linguagem contemporânea. Embora, a versão inglesa mais comum desta história siga  Abstêmio, muitas vezes é ela creditada a Esopo.
Outra variante fábula de Esopo é a de número 234 no Índice de Perry. Trata-se de um lobo que regularmente vem para ver o rebanho, mas nunca tenta lhe causar qualquer dano. Assim, o pastor passa a confiar nela e, numa ocasião, deixa o lobo de guarda. Quando o pastor retorna, encontra seu rebanho dizimado e se culpa por ter confiado no lobo. Em nenhum dos casos, Esopo menciona um lobo disfarçado de ovelha.
Um outra variação sobre o tema do disfarce foi incluído na obra “Cento Favole Morali ("Cem fábulas morais", de 1570, do poeta italiano Giovanni Maria Verdizotti. Nesta versão, o lobo veste-se de pastor, mas quando ele tenta imitar seu chamado, acorda o verdadeiro pastor e seus cães. Devido ao peso do seu disfarce, o lobo não pode fugir e é morto. Esta é a versão seguida nas “Fábulas de La Fontaine (III.3) [8]. A conclusão tirada pelos poetas é a mesma que a de Nicéforo. A história entrou no cânon inglês sob o título de "Lobo com disfarce" em “Seleção de Fábulas de Esopo e de outros” de Robert Dodsley (1765).